# Verreries-de-Moussans
Verreries-de-Moussans é uma comuna francesa na região administrativa de Occitânia, no departamento de Hérault. Estende-se por uma área de 18,69 km². Em 2010 a comuna tinha 98 habitantes (densidade: 5,2 hab./km²).